# Исчигуаласто
Провинциален парк „Исчигуаласто“ (на испански: Parque Provincial Ischigualasto), наричан също Долина на Луната (Valle de la Luna) поради неземния му вид, е защитена територия в Северозападна Аржентина.
Намира се в североизточната част на провинция Сан Хуан, граничи на север с Национален парк „Талампая“ в провинция Ла Риоха.
Тези 2 парка са включени под номер 966 в списъка на световното културно и природно наследство на ЮНЕСКО през 2000 г.
Паркът е с площ от 603,7 km2, има средна надморска височина от около 1300 m. Наблюдава се типична пустинна растителност (храсти, кактуси и дървета), които обхващат между 10 и 20% от площта. Климатът е много сух, с валежи предимно през лятото, и температурни крайности (минимум -10 °C, максимум 45 °C). Характерен е постоянен южен вятър със скорост от 20 – 40 km/h.